# Bondemalerstriden
Gudmund Hentze startede i 1907 en fejde om forskellige kunstneriske opfattelser, kaldet bondemalerstriden, den udkæmpedes i Politiken fra 14. april til 9. juli 1907. Her forsvarede han sammen med Harald og Agnes Slott-Møller den forfinede hovedstadskultur mod "bondemalerne" fra Fyn, Fynboerne.
Striden begynder med afvisning af et af Gerda Wegeners kvindeportrætter på både Charlottenborg og Den Frie Udstilling. Portrættet var af forfatter Aage Hermann von Kohls hustru, Ellen Levinsen. Foranlediget af denne afvisning skriver Gudmund Hentze en kronik i Politiken:
| Citat | Dansk Foraar. Efter mange Aars Ørkenvandring har der atter vist sig et Foraarstegn i dansk Kunst - et dygtigt og alvorligt Arbejde af en ung Kunstnerinde, Fru Gerda Wegener, er bleven hensynløst afvist fra Charlottenborgudstillingens Censur og derefter stemt ud af den frie Udstillings fast sammenbrændte Klump af Bondemalere. | Citat |
|       | |       |

Hentze nævner i kronikken ud over Wegener tre andre kvindelige malere, Bertha Dorph, Agnes Slott-Møller og Juliette Willumsen. Disse og Hentze blev isoleret i dansk kunstliv uden for de "accepterede" kunstretninger. Deres kunst fik kritik for at være for dekorativ og monumental i modsætning til det naturalistiske og impressionistiske maleri, som kendetegner Fynboerne.

Striden stod mellem Fynboerne og kunsthistorikeren Karl Madsen på den ene side mod de symbolistiske kunstnere Gudmund Hentze og ægteparret Harald og Agnes Slott-Møller på den anden side. Gudmund Hentze nævner som eksempler på Peter Hansens værker Gødningssamlere, 1904 og Søster græder. Kunstnerens døtre, 1906 i Politiken skrev han: 
| „ | ...hvad har han faaet ud af at opleve det dejlige Italien. Han har ikke bragt nogen Stil, hverken god eller daarlig med Hjem - Æselgødning har han sanket - ærlig og redelig som hans Natur er helt igennem... | “ |

Wegener deltog ikke i diskussionen på anden måde end ved at lade det afviste billede ophænge sammen med andre af sine værker hos kunsthandlerne Winkel & Magnussen. Hellere ikke Fynboerne deltog i striden ud over Peter Hansen med et kort indlæg, men de var naturligvis berørt af debatten, og de forsvaredes af Karl Madsen og blev støttet af Johannes V. Jensen, der selv følte sig som bonde og sendte dem et støttebrev. Stridens mål var ikke kun at nedgøre de fynske malere. Debatten havde bredde og principiel betydning for forståelsen af i tendenserne i kunsten før og efter 1900.
Striden medførte, at Gudmund Hentze i danske kunstkredse blev persona non grata, og hans kunstsyn blev af de fleste unge kunstnere anset som bagstræberisk og reaktionært.
Ægteparret Slott-Møller blev helt isoleret i det officielle kunstliv efter striden.